# Josep Bassas i Vilasis
Josep Bassas i Vilasis   (Seva, 29 de setembre de 1961 - Barcelona, 28 de juny de 2008), conegut com a Pep Bassas, fou un pilot català de ral·lis. Va començar a competir el 1978 i del 1980 al 1994 va ser pilot oficial del RACC. Fou primer al campionat d'Espanya de ral·li en Grup N el 1985, moment en el qual va fitxar per l'escuderia BMW amb qui guanyaria el campionat l'any 1989 i dos subcampionats els anys 1988 i 1990. Durant la dècada de 1990 va participar en diverses ocasions en el Campionat d'Espanya de turismes i hi aconseguí el podi en tres ocasions.
Morí a l'Hospital Clínic de Barcelona després d'una llarga malaltia.

## Palmarès
| Any  | Descripció                                                 |
| ---- | ---------------------------------------------------------- |
| 1978 | Debut en competició                                        |
| 1983 | Subcampionat Volant RACC                                   |
| 1984 | Campionat de Catalunya de ral·lis                          |
| 1985 | Campió d'Espanya de Ral·lis (grup N)                       |
| 1986 | Inici de la relació esportiva amb BMW                      |
| 1987 | 3r del Campionat d'Espanya de Ral·lis                      |
| 1988 | Subcampió d'Espanya de Ral·lis                             |
| 1989 | Campió d'Espanya de Ral·lis                                |
| 1990 | Subcampió d'Espanya de Ral·lis                             |
| 1991 | Subcampió d'Espanya de Turismes                            |
| 1992 | 3r del Campionat d'Espanya de Turismes                     |
| 1993 | 5é del Campionat d'Espanya de Turismes                     |
| 1994 | 3r del Campionat d'Espanya de Turismes                     |
| 1995 | 9é del Ral·li Catalunya-Costa Brava (Campionat del Món)    |
| 1996 | Participació en una cursa de Camions al Circuit del Jarama |
| 1997 | Campió d'Espanya de Turismes                               |